# Plestiodon liui
Plestiodon liui là một loài thằn lằn trong họ Scincidae. Loài này được Hikida & Zhao mô tả khoa học đầu tiên năm 1989.